# 黎塞留级战列舰
黎塞留級戰艦（法語：Classe Richelieu）是法國海軍建造的最後一級戰艦，也是法國有史以來建造噸位最大的戰艦。本級艦在1930年代設計，預計對抗義大利维托里奥·维内托级战列舰，整體設計類似於敦刻尔克级战列舰放大版，其主要武器採用8門380公釐45倍徑1935年型主砲，並配置於2座四联装砲塔內，而2座主砲塔以背負式佈局全設置於前甲板。標準排水量35,000長噸（36,000公噸），在航速上可達32節（59每小時）。
由於黎塞留級前三艘艦分別於1935年、1936年、1938年等不同年份開工，在建造過程中各艦又分別更改方案，因而造成本級艦共有3種子類型艦艇。原預計共建造4艘，但只有3艘安置龍骨，2艘完工。黎塞留號在二次世界大戰後期服役，而尚·巴爾號在二戰後才開始服役；2艦在建造期間曾於達喀爾戰役與卡薩布蘭卡海戰為維希法國作戰。法屬西非倒戈後，2艦轉為自由法國與同盟國的指揮下。首艦黎塞留號隨後加入英國海軍本土艦隊與遠東艦隊作戰行列，並在1945年後前往法屬印度支那支援該地法軍。讓·巴爾號則到1950年後才正式完工，並在1956年蘇伊士運河危機中支援英法聯軍登陸埃及塞得港。1960年代後，本級艦逐漸退至第二線。黎塞留號於1968年拆解，讓·巴爾號則在1970年拆解。

## 建造背景

### 法國戰艦建造方案（1926年至1929年）

敦克爾克級的37000 LT設計描繪圖，此設計同時為黎塞留级战列舰的前身。

黎塞留级战列舰的設計草案前身，最早可追溯至1927年時設計人員提出的敦克爾克級37,000公噸（36,416長噸）設計草案。當時法國為華盛頓海軍條約簽屬國之一，但該條約使法國在建造新戰艦時受到諸多限制，因為條約規定法國不可擁有超過175,000長噸（177,810公噸）主力艦，新造主力艦總噸位只能到70,000長噸（71,123公噸）。設計人員依此限制提出建造2艘35,000長噸（35,562公噸）、3艘23,000長噸（23,369公噸）、4艘17,500長噸（17,781公噸）等方案。
在37,000公噸（36,416長噸）設計案中，標準排水量預計32,000—33,000長噸（32,514—33,530公噸）之間，非常接近華盛頓海軍條約的極限。此設計案後又延伸出2種草圖；最初的設計是以蘇弗朗級重巡洋艦加大船體而來，船長254（833英尺）、船寬30.5（100英尺）。主要武器採用12門305（1.001英尺）口徑主砲，並配置於3座四聯裝主砲塔內，2座於前甲板，1座於後甲板。次要武器採用8門單裝90（0.30英尺）口徑1926年型火炮、12門單裝37（1.5英寸）口徑1925年型防空炮，另有三聯裝魚雷管以備不時之需。裝甲帶厚度從220至280（0.72至0.92英尺）不等。動力系統由12組奧蓋特·迪·湯普勒（Guyot du Temple）鍋爐與2組渦輪發動機組成，可提供180,000匹馬力（130,000千瓦特），最高航速達33節（61每小時；38英里每小時）。
1928年，原先的第1方案更改後產生第2方案。更改後的方案中，武器配置更改為3座雙聯裝406（1.332英尺）口徑主砲塔與4座四聯裝130（0.43英尺）口徑副砲塔。船長縮短至235（771英尺），船寬增加至31（102英尺）；裝甲厚度有所加強，但動力輸出略微降至27節（50每小時；31英里每小時）。
然而，當時法國的技術和財政不能支持建造35,000長噸（35,562公噸）級以上的軍艦。若要建造，需建設夠長的船塢。依當時法國造船廠的能力，建造230—250（750—820英尺）的船體，航速尚可達27—29節（50—54每小時）；然而財務上若要支撐起建造2艘艦的費用，將擠壓巡洋艦、驅逐艦、潛艇等建造計畫。諸多考量下，37,000公噸（36,416長噸）級的方案暫時擱置。

### 首艦－黎希留號成型

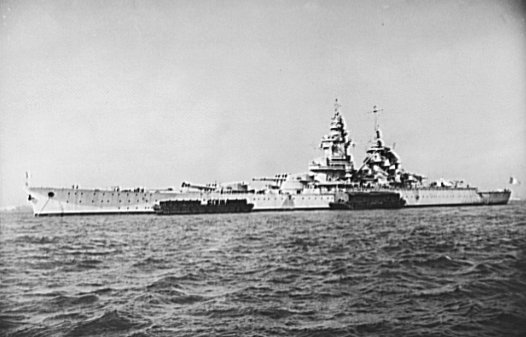
黎胥留級首艦黎希留號。

1929年2月，德國海軍開始建造德国级装甲舰。法國海軍人員原樂觀估計敦克爾克級即可對抗之，然而德國海軍在希特勒還未公開毀棄凡爾賽條約前，於1934年2月14日向製造商下單2艘D級裝甲艦，隨後將這2艘艦的設計升級，並重新歸類為沙恩霍斯特級戰鬥巡洋艦。該級艦在航速上超越1920年代戰艦，排水量上不僅低於華盛頓海軍條約的最大限制量，甚至還超越敦克爾克級；其船體排水量為31,800長噸（32,310公噸），外型類似約克代艦級戰鬥巡洋艦；裝甲帶與裝甲甲板的裝甲厚度為350（14英寸），相當於喬治五世級戰艦與俾斯麥級戰艦的設計；然而只配置9門280（11英寸）口徑火炮，與德国級裝甲艦相當。1935年，當沙恩霍斯特級最終設計即將完成時，英德正談判英德海軍協定，英國嘗試限制戰艦主砲口徑。因此，德國海軍最終選擇改良後的283毫米SK C/34速射炮，該火炮砲管更長，槍口初速更快，但火炮口徑同為280（11英寸）。
雖然法國造船工程師評估後認為敦克爾克級的裝甲能夠抵擋280（11英寸）砲彈，不需噸位更重的戰艦，然而義大利認為敦克爾克級影響其地中海霸權，決定研發维托里奥·维内托级战列舰反制，迫使法國重新考慮是否研發新戰艦。1934年5月26日，貝尼托·墨索里尼宣布義大利將使用海軍限制條約中授予的權利建造新戰艦。幾天後，斯泰法尼通訊社報道稱義大利將建造兩艘35,000長噸（35,562公噸）級戰艦，裝備9門381（15.0英寸）口徑火砲。
為因應新情勢，法國海軍除了在1934年7月16日開始建造敦克爾克級二號艦史特拉斯堡號以外，也重啟1929年時擱置的37,000公噸（36,416長噸）級設計方案。為加速研發時程，新戰艦的設計幾乎延伸自敦克爾克級。
1934年7月24日，法國海軍部設備部門海军最高委员会公布新戰艦預定規格，船全長247（810英尺）、舷寬33（108英尺）、標準排水量35,000長噸（35,562公噸）左右、380（15.0英寸）或406（16.0英寸）主砲至少8至9門、次要武器需能同時支持攻擊水面目標與遠距離防空火力、最高航速29.5—30節（54.6—55.6每小時；33.9—34.5英里每小時）之間、主裝甲帶360（14英寸）、上層甲板160（6.3英寸）、下層甲板40（1.6英寸）、水下保護需與敦刻爾克級相同。
收到需求後，法國海军技术与建造局（Service Technique des Constructions Navales，S.T.C.N.）於1934年11月27日提出6種方案：
| 1934年11月27日提出的黎胥留級戰艦各方案細節列表                                                    | 1934年11月27日提出的黎胥留級戰艦各方案細節列表                   | 1934年11月27日提出的黎胥留級戰艦各方案細節列表 | 1934年11月27日提出的黎胥留級戰艦各方案細節列表 | 1934年11月27日提出的黎胥留級戰艦各方案細節列表 |
| 方案                                                                                              | 武器配置                                                         | 推進動力 （最高航速）                          | 排水量超出額度 （以35,000噸為基準）            | 描繪圖                                         |
| ------------------------------------------------------------------------------------------------- | ---------------------------------------------------------------- | ---------------------------------------------- | ---------------------------------------------- | ---------------------------------------------- |
| 方案1                                                                                             | 2座四聯裝380公釐口徑主砲塔 5座四聯裝130公釐口徑副砲塔            | 150,000匹馬力（31.5節）                        | +350噸                                         |                                                |
| 方案2                                                                                             | 2座三聯裝與1座雙聯裝380公釐口徑主砲塔 5座四聯裝130公釐口徑副砲塔 | 110,000匹馬力（29.5節）                        | +550噸                                         |                                                |
| 方案3                                                                                             | 1座四聯裝與2座雙聯裝380公釐口徑主砲塔 5座四聯裝130公釐口徑副砲塔 | 110,000匹馬力（29.5節）                        | +450噸                                         |                                                |
| 方案4                                                                                             | 3座三聯裝380公釐口徑主砲塔 5座四聯裝130公釐口徑副砲塔            | 110,000匹馬力（29.5節）                        | +1150噸                                        |                                                |
| 方案5                                                                                             | 2座四聯裝380公釐口徑主砲塔 3座四聯裝130公釐口徑副砲塔            | 150,000匹馬力（31.5節）                        | +50噸                                          |                                                |
| 方案5改                                                                                           | 2座四聯裝380公釐口徑主砲塔 3座四聯裝與2座雙聯裝130公釐口徑副砲塔 | 150,000匹馬力（31.5節）                        | +350噸                                         |                                                |
| 所有方案均爲船長247米、舷寬33米、水線裝甲帶厚度360厘米、上層甲板厚度160厘米、下層甲板厚度40厘米。 |                                                                  |                                                |                                                |                                                |

法國海軍部審核後選擇方案1，不過副砲口徑於1935年4月時決定改為152（6.0英寸）。8月14日，黎希留級設計項目正式核准，31日批准建造案。僅管法國當局對於違背華盛頓海軍條約與倫敦海軍條約的88,000長噸（89,412公噸）總噸位限制一事耿耿於懷，然而英國不徵求法國意見就於6月18日與納粹德國簽署英德海軍協定，等同於取消凡爾賽條約對德國各類軍艦的噸位限制，並允許德國建立一支總噸位約英國皇家海軍35％限度內的艦隊。失去凡爾賽條約與華盛頓海軍條約的約束，法國當局決定於1935年10月22日開始建造首艦黎希留號，以抗衡義大利與德國海軍。

### 二號艦－讓·巴爾號計畫
德國在1935年與1936年分別開始建造俾斯麥號戰艦與鐵必制號戰艦。俾斯麥級戰艦裝甲性能可保護40%以上標準排水量的噸位，船樑36（118英尺）寬，采用4座雙聯裝主砲平均分布於前後甲板的經典設計，配備380毫米L52 SK-C/34海軍炮，以6門150毫米口徑SK C/28雙聯裝火炮當作次要武器，另有更多的37-（1.5-英寸）口徑與20-（0.79-英寸）口徑機關炮，由六組高角度射控系統控制，可攻擊任何角度；德國官方宣稱該艦排水量為35,000長噸（35,562公噸），但實際上是42,000長噸（42,670公噸），滿載排水量50,000公噸（49,210長噸）。這迫使法國海軍部決定在1936年12月建造黎希留級二號艦-讓·巴爾號，制衡德國的新戰艦。

## 設計

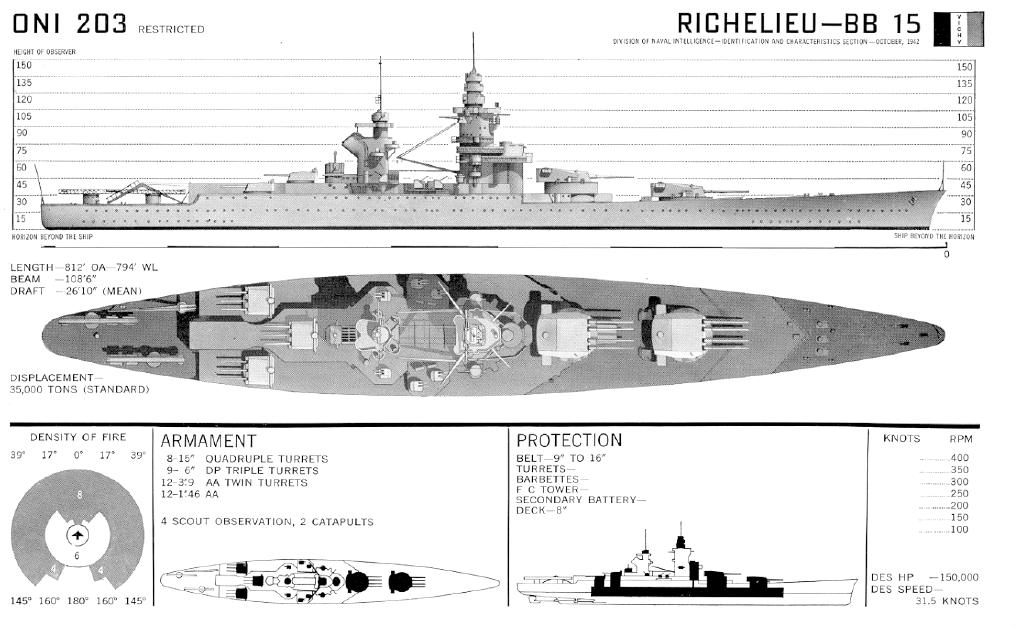
首艘艦黎希留號在1943年紐約改裝前的設計圖。

黎希留級戰艦計畫標準排水量35,000長噸，幾乎達到華盛頓海軍條約噸位限制極限，主要武器為8門380公釐45倍徑1935年式主砲在艦艏的2座四聯裝砲塔內。該級艦預計建造4艘，真正建造的只有首艘艦以及前二種子類型艦。前三艘艦以超射布局將砲塔全置於前甲板，第4艘艦加斯科涅號預計將2座主砲塔分置於前後甲板。該級艦的子類型主要不同於次要武器與艦載機設備，完工的讓·巴爾號與黎希留號只有些微不同。

### 黎希留號與讓·巴爾號
時任法國海軍參謀長的喬治·迪朗-維爾（Georges Durand-Viel）上將非常關注黎希留級與敦刻爾克級的承接關係。為減少設計與建造導致的的時間延誤，並維持法國海軍目前的作戰集團戰術，黎希留級的主砲與副砲排佈幾乎預計以敦刻爾克級為參考目標。

#### 武器配備

##### 主要武器

1943年於美國改裝 (船)後，黎希留號主砲 (海軍)砲塔與20 mm防空用厄利孔20毫米機炮的前甲板設置。

1934年7月，法國海軍部提出主要武器採用380（15.0英寸）口徑主砲，以便在華盛頓海軍條約主砲最大口徑不可超過406（16.0英寸）的限制下對抗義大利戰艦。主砲數量8門，以保持火炮齊射時彈著散布最低效率。 在2座四聯裝主砲設置方案與4座兩聯裝主砲砲塔方案相比下，2座四聯裝主砲砲塔方案可節省超過四分之一的砲塔裝甲重量，並能同時保持火力，但是在以380-（15.0-英寸）口徑主砲為武器下，四聯裝主砲砲塔方案將會讓砲塔體積變大。
四聯裝主砲砲塔火力強大，但主要缺點在於單一火炮可能會摧毀整個砲塔，或減弱主砲塔一半的火力。為防止這種情況，黎希留級採用敦刻尔克级战列舰的砲塔設計方案，其主砲砲塔內由25（0.98英寸）至45（1.8英寸）寬的艙壁分隔成兩部分，縮小損傷範圍。此方案在凱比爾港海戰中被證實有效——當敦刻爾克號第二座330-（13.0-英寸）口徑主砲砲塔右半部遭英國381-（15.0-英寸）砲彈擊毀時，左半部仍能運作。2座砲塔間距32.5（107英尺），避免因各砲塔彈藥庫過於靠近，被擊中時造成主砲癱瘓或彈藥庫殉爆。
法國當局曾研究3座主炮砲塔設置方案，有1座四聯裝與2座二聯裝、2座三聯裝與1座二聯裝、3座三聯裝等。但3座主炮砲塔會加重船艦本身噸位，使動力輸出減至100,000匹馬力（74.6瓦特），航速下降2.5節（4.6每小時；2.9英里每小時），唯一好處是主砲砲彈分布較佳。因此在法國海軍技術與建造局的建議下，海軍總參謀長決定採用前甲板設置2座四聯裝主砲砲塔方案。
2座置於前甲板的四聯裝1936年型主砲砲塔由聖尚翁製造廠製造，該砲塔重2,476-公噸（2,437-長噸），若包含砲管則達3,096公噸（3,047長噸），比敦刻爾克級四聯裝砲塔與維托里奧·維內托級三聯裝砲塔更重。砲塔內各主砲的支架雖以成對方式分開，但成對的主砲在相對移動時仍受限制。由於火砲間距較近，成對的主砲在同時射擊時，會因砲彈之間的尾流效應導致過度分散，這問題在黎希留號1948年改裝後才得以解決。380公釐主砲每座重達110公噸（108長噸），相比當時其他國家艦艇使用的同口徑主砲較重一些。其1936年型主砲最大仰角為35度，槍口初速為830每秒（2,700英尺每秒），艦砲最大理論射程可達41,500（45,400碼），實際測為37,800（41,300碼），射擊速度約每分鐘1.3到2輪砲彈，砲塔水平旋轉速度最快為每秒5度，炮口上升速度最快為每秒5.5度。
黎希留級主砲使用380（15英寸）口徑被帽半穿甲弹（在法國登記為Obus de Perforation ，OPf），基於敦刻爾克級使用的330（13英寸）口徑1935式穿甲弹進一步研發而來。砲彈長1.905（6.25英尺），重884（1,949磅），相比美國麻薩諸塞號戰艦406（16.0英寸）口徑穿甲弹較輕（1,224（2,698磅）），1942年卡薩布蘭卡海戰該艦曾與讓·巴爾號交火；相比英國巴勒姆號戰艦及決心號戰艦BL 15英吋 Mark I主砲所用的砲彈較輕（875（1,929磅）） ，兩艦皆參加1940年達喀爾戰役並與黎希留號交火，而造成的損傷卻比黎希留輕。1935式穿甲彈的彈頭與引信設有彈頭染色裝置，以便在擊中目標時標記著彈點，二次射擊時容易再度命中。

##### 次要武器

1943年8月14日時黎希留號的後甲板武器配置，設有波佛斯40 mm口徑四聯裝砲架，萊茵金屬防空系統公司20 mm口徑防空炮。原艦載機設施（圖片偏上方處），厄利孔20 mm口徑二聯裝砲架設置在152 mm副砲砲塔頂上。

法國海軍在1930年代開發高平兩用炮管技術，並用於戰艦上。此後為了克服缺點，使用130（5.1英寸）口徑與152（6.0英寸）口徑高平兩用副砲，以及37（1.5英寸）口徑雙管防空炮，並將副炮俯仰機構設計為低射角， 次一級的火砲俯仰機構設計為高射角。
早期設計中，副砲預計使用130（5.1英寸）口徑火炮，並設置在五聯裝高平兩用砲塔，此概念延伸敦刻爾克級，不過敦刻爾克級使用兩座四聯裝砲塔。其中在設計草圖時，預計以75（3.0英寸）口徑火炮，補足130（5.1英寸）口徑高平兩用副砲的火力。
由於水面上的魚雷攻擊被認為比飛機攻擊更危險，反艦作戰中的砲塔需要更重的火炮，且德、意已開始分別為新戰艦安裝150（5.9英寸）與152（6.0英寸）口徑副炮，法國海軍部決定在黎希留級上安裝 152（6.0英寸）口徑三聯裝炮塔，其研發自拉·加利索尼埃級埃米爾·貝爾坦號使用的152（6.0英寸）口徑1930年式低射角砲塔。法國海軍技術與建造局曾建議三種副炮設置方案，分別為5座152（6.0英寸）口徑砲塔，6座75（3.0英寸）口徑單裝砲座，4座152（6.0英寸）口徑砲塔以口字型布局、後甲板以超射布局設置2座152（6.0英寸）口徑砲塔與8座75（3.0英寸）口徑單裝砲座，然而這些設置方案導致難以在艦上加裝防空炮。
1935年4月，法國海軍部決定仿照敦刻爾克級的副炮設置，安裝五座152（6.0英寸）口徑火炮。這5座砲塔皆有高平兩用技術，原先預計安裝75（3.0英寸）防空炮方案取消。兩火炮支架分別獨立，炮管間距1.85（6.1英尺），砲塔水平旋轉速度為每秒12度，升降速度為每秒8度，最高射角為90度，理論上任何射角高度皆可操作，槍口初速870每秒（2,900英尺每秒）。其使用附有染色裝置的半穿甲彈（在法國登記為1931年型半穿甲彈，重56（123磅）），後期改用1937年型半穿甲彈，重57.1（126磅）。為對抗飛機空襲，黎希留級在152（6.0英寸）/55倍徑1930年型火炮使用高爆彈（在法國登記為1936年型高爆彈，重54.7（121磅））以加強防空能力，後期改用1937年型高爆彈，重49.3（109磅）。船身的砲塔另可使用1936年型閃光彈（在法國登記為Obus Eclairant，OEcl，重47（104磅）），對海上目標射速每分鐘6.5發，對空中目標每分鐘5發；炮口仰角45度時，對海上目標可達最遠射程24,500（80,400英尺）。設計時，黎希留級預計滿載載彈量2000發穿甲彈、1000發高爆彈、650發閃光彈。
在防空上，152（6.0英寸）口徑1936年式高平兩用砲塔由於構造複雜、結構脆弱、砲塔過重等缺點，當上升砲管高於45°時容易卡住。這可能因爲152（6.0英寸）口徑1936年式高平兩用砲塔過重且沒有炮座。該砲塔重228公噸（224長噸），比152（6.0英寸）口徑1931年式砲塔還重56公噸（55長噸）。
隨著二戰在1939年11月開始，預定安裝在黎希留級上的37（1.5英寸）1935年型自動雙聯裝防空炮塔（automatic anti-aircraft twin，ACAD）無法趕在完工前安置，因而黎希留號的防空武器設計大為更改，以6座100（3.9英寸）口徑雙聯裝防空炮塔中的12組100（3.9英寸）45倍徑1930年型防空砲取代預定的152（6.0英寸）口徑砲塔。為儘快完工，甚至將洛林號的4座砲架轉移至艦上。讓·巴爾號原次要武器設置與黎希留號相當，但因急於撤離法國本土而沒有安裝152（6.0英寸）口徑火砲與砲座。1940年4月至5月間，黎希留號安裝100（3.9英寸）口徑火砲。
100（3.9英寸）口徑1930年型雙聯裝防空炮塔屬高平兩用。該砲塔使用100（3.9英寸）1928年型穿甲彈，彈重15（33磅），槍管初速765每秒（2,510英尺每秒），最大射程15,800（51,800英尺），主要對付海上目標，但因法國軍方認為反艦主要火力來自152（6.0英寸）口徑火砲，因而每座100（3.9英寸）口徑火砲對單一目標只配備10發。該火炮另使用100（3.9英寸）1928年型高爆彈，彈重135（298磅），槍管初速780每秒（2,600英尺每秒），在砲口最高升限80度的條件下射程可達10,000（33,000英尺），射速為10rpm，主要對付空中目標。100（3.9英寸）1928年型閃光彈後由152（6.0英寸）1936年型閃光彈取代。1942年前，由於黎希留號上的主要武器與射控系統過於老舊或未完工，100（3.9英寸）口徑火砲成為艦上為一可靠的武器。

##### 防空武器
在近程防空火力上，參照敦刻爾克級的設置，預計使用自動化版本的37（1.5英寸）口徑1933年型半自動化雙連裝防空炮塔，其理論射速可達30至40rpm。然而直到1940年11月，該武器無法在黎希留號完工前安裝在戰艦上。37（1.5英寸）口徑火炮每盒彈匣可發射6輪，需手動裝卸，實際射速約15至20rpm；然而英國的碰碰炮與瑞典的波佛斯40公釐/L60型火砲射速已高達120至200rpm。37（1.5英寸）口徑1935年型自動雙聯裝防空炮塔雖然測得射速可達120rpm或以上，但直至1940年，該武器只建造一組原型。
4組射控系統配備一具2-（6.6-英尺）長的測距儀，分別安裝在前後船身。37（1.5英寸）口徑防空砲與6到8座霍奇克斯M1929重機槍組成一密集防空網。

##### 射控系統
黎希留號與讓·巴爾號最明顯的不同點在船尾的射控系統位置，這使得煙囪桅杆以傾斜開口設計，將開口設置在控制塔下方。黎希留級的射控系統與敦克爾克級非常相似，艦上所有的射控系統皆以輕鋼板密封，防止在飛機機槍掃射下破壞。
3組射控系統皆安置在前船樓上，最下方的射控系統配有長14-（46-英尺）三工勒瓦盧瓦-佩雷光學（OPL，Optique de Précision de Levallois-Perret）測距儀，主要供主砲使用。152（6.0英寸）口徑火炮則使用另2組射控系統，最上方的用於防空，配有6-（20-英尺）長的雙工測距儀；位於中間的則用於對水面目標，配有8-（26-英尺）長的雙工測距儀。值得注意的是前船樓在加重設備後的重量累積：在黎希留號於達喀爾遭攻擊時，儘管爆炸區域靠近船尾，但主桅杆受到鞭梢效应（whiplash effect）作用，前船樓受影響更嚴重。
後船樓僅設置1組射控系統，配有6-（20-英尺）長的雙工測距儀，供152（6.0英寸）口徑火炮使用。供主砲使用的輔助系統安裝在煙囪與船尾的152（6.0英寸）口徑砲塔之間，配有8-（26-英尺）長的雙工測距儀。每座主砲塔皆配有14-（46-英尺）長的雙工測距儀，而每座152（6.0英寸）口徑砲塔則皆配有8-（26-英尺）長的雙工測距儀。3-（9.8-英尺）長的OPL測距儀供艦橋上的指揮官使用，但在艦上安裝100（3.9英寸）口徑防空炮後，該系統遂由4-（13-英尺）長的測距儀取代，並供防空炮使用。下層甲板另安裝2組4-（13-英尺）長的測距儀供駕駛室導航用。還有一組長3-（9.8-英尺）的SOM戰術立體測距儀安裝於艦橋上方。如同敦克爾克級，該系統提供原始目標數據至裝甲甲板下方的發射台，並同時將數據傳輸至指向器與火砲。
黎希留級的監視和指定目標設施運作原理類似於敦克爾克級，近距離由前船樓3號甲板下方的監視站執行，中程海空目標由6號甲板監視站執行，遠程與魚雷、水雷警戒由9號甲板監視站執行。夜間射擊由五組1.20-（3.9-英尺）探照燈輔助，1組在司令塔上方，另外2組位在煙囪兩側。

##### 艦載機設施
黎希留級上的艦載機設施設計如同敦克爾克級，包括飛機機庫、起重機、2組彈射器，可容納4架水上飛機。其零組件規格與敦克爾克級相同，包括以壓縮空氣運作的22（72英尺）長訓練式彈射器，該裝置可以以103每小時（64英里每小時）彈射3.5公噸（3.4長噸）重的飛機，回收飛機的起重機可以吊起4.5公噸（4.4長噸）重的飛機，配置在艦上的為羅爾130飛行艇。
在船尾處與四分之一甲板之間的航空機庫，有著36.50（119.8英尺）長的空間，比敦克爾克級多6公尺。2座彈射器分別設置於舷側，當飛機安裝在彈射器時，可靠著軌道從機庫移動到升降平台。2架飛機可以機翼折疊方式收納在25-（82-英尺）高的機庫內，不必為2架彈射器獨自設立機庫與發射平台，並可在彈射器可部屬2架以上飛機。

#### 裝甲防護
| 船艦         | 裝甲重量 （噸） | 裝甲重量 （%） | 排水量 （噸）                  | 正常排水量 （噸） | 燃料量 （比率） |
| ------------ | --------------- | -------------- | ------------------------------ | ----------------- | --------------- |
| 黎希留號     | 16,045          | 39.2 42.4      | （正常）40,927 （標準） 37,832 | 2,905 –           | 1/2 –           |
| 敦克爾克號   | 11,040          | 35.9           | （正常）30,750                 | 2,860             | 3/4             |
| 史特拉斯堡號 | 11,785          | 37.3           | （正常）31,570                 | 2,860             | 3/4             |
| 愛荷華號     | 18,700          | 41.6           | （標準）45,000                 |                   |                 |
| 俾斯麥號     | 17,540 17,258   | 43.92 41.30    | （輕）39,931 （標準）41,781    |                   |                 |
| 喬治五世號   | 12,500          | 34.8           | （標準）35,000                 |                   |                 |
| 利托里奧號   | 13,600          | 36.03          | （標準）37,750                 |                   |                 |

黎希留號裝甲重量16,045公噸（15,792長噸），佔總重39.2%；常規排水量40,927公噸（40,281長噸），此時搭載燃料重2,905公噸（2,859長噸），為滿載時的一半。相比敦克爾克級兩艘艦，裝甲重量與排水量皆較重。
相比美國愛荷華號，雖然裝甲重量較輕，但愛荷華號的標準排水量較重，因而愛荷華號的裝甲只佔總重的41.6%，比黎希留號的比率小，相比德國俾斯麥號也是同樣狀況。但當時，黎希留號的裝甲仍優於早期的戰艦，如敦克爾克級、喬治五世級、維托里奧·維內托級戰艦。

##### 裝甲
以下為黎希留級裝甲厚度資訊：
- 裝甲帶位於船骨51.5至182.95公尺、吃水線以上3.38（11.1英尺）至2.50（8.2英尺）以下區域，裝甲傾斜（英语：sloped armour）15°24'，共327（12.9英寸）厚。前水密隔艙與後水密隔艙之間的主甲板裝甲厚30（1.2英寸），以保護下方彈藥庫，隔艙裝甲厚233（9.2英寸）。前水密隔艙的第一與第二平台甲板之間裝甲更加厚至355（14.0英寸）。

- 上層甲板部分，位於機械設備上方的裝甲厚度為150（5.9英寸），在主砲彈藥庫則加厚至170（6.7英寸）。下層甲板厚約40（1.6英寸），為了加強保護船體前半部，其延伸至船骨233公尺處。在第一甲板高度的後橫梁艙頂裝甲厚100（3.9英寸），並在螺旋槳軸上方以一角度保護之，舵機上方裝甲則加厚至150（5.9英寸）。

- 司令塔正面與側面裝甲厚310（12英寸），後側裝甲厚250（9.8英寸），屋頂裝甲厚150（5.9英寸）。

- 主砲塔炮座以405（15.9英寸）厚的裝甲保護 ；砲塔正面傾斜30°，以430（17英寸）厚的裝甲保護 ；砲塔頂部裝甲厚170（6.7英寸）到195（7.7英寸）之間；第一座砲塔後壁的裝甲厚240（9.4英寸）；第二座砲塔後壁的裝甲厚230（9.1英寸）。砲塔後壁的裝甲比敦克爾克級還薄，主要是黎希留級使用滲碳裝甲（英语：Krupp cemented armour）技術。

- 152（6.0英寸）口徑砲塔炮座以100（3.9英寸）厚的裝甲保護 ；砲塔正面傾斜45°，側面與頂部以70（2.8英寸）厚的裝甲保護；後側以60（2.4英寸）厚的裝甲保護。

以下為黎希留級與其他各國同時代戰艦裝甲資訊比較：
| 船艦         | 裝甲帶厚度      | 砲塔裝甲厚度    | 水平裝甲帶厚度                  | 司令塔裝甲厚度  |
| ------------ | --------------- | --------------- | ------------------------------- | --------------- |
| 黎希留級     | 335（13.2英寸） | 430（17英寸）   | 152（6.0英寸）                  | 310（12英寸）   |
| 愛荷華級     | 310（12英寸）   | 500（20英寸）   | 127（5.0英寸）到 165（6.5英寸） | 445（17.5英寸） |
| 北卡羅來納級 | 335（13.2英寸） | 406（16.0英寸） | 104（4.1英寸）                  | 406（16.0英寸） |
| 南達科他級   | 335（13.2英寸） | 457（18.0英寸） | 127（5.0英寸）到 165（6.5英寸） | 406（16.0英寸） |
| 俾斯麥級     | 320（13英寸）   | 356（14.0英寸） | 80（3.1英寸）至115（4.5英寸）   | 356（14.0英寸） |
| 喬治五世級   | 356（14.0英寸） | 330（13英寸）   | 152（6.0英寸）                  |                 |
| 前衛號       | 356（14.0英寸） | 330（13英寸）   | 152（6.0英寸）                  |                 |
| 利托里奧級   | 350（14英寸）   | 350（14英寸）   | 260（10英寸）                   |                 |

雖然英國喬治五世級與前衛號的裝甲帶比黎希留級重，但是黎希留級的砲塔裝甲保護較好；水平裝甲帶部分，黎希留級與兩艦一樣厚，並且在指揮室裝甲設有防流霰彈設計。
美國海軍的北卡羅來納級、南達科他級的裝甲帶厚度與黎希留級相同，愛荷華級的裝甲帶厚度則略薄。主砲塔防護上，北卡羅來納級的主砲塔裝甲比黎希留級略薄，但愛荷華級與南達科他級的主砲塔裝甲比黎希留級要厚。水平裝甲帶部分，北卡羅來納級的水平裝甲帶比黎希留級略薄，但愛荷華級與南達科他級的水平裝甲帶與黎希留級相當。司令塔部分，三艦的裝甲帶厚度皆優於黎希留級。
與義大利維托里奧·維內托級戰艦綜合相比，黎希留級的裝甲帶厚度雖然較維內托級薄，但其他方面的裝甲防護卻優於維內托級。與德國俾斯麥級綜合相比，黎希留級的主炮塔裝甲、裝甲帶厚度勝過俾斯麥級，但司令塔裝甲厚度則是俾斯麥級較優。

##### 水下防護
水下防護設計方面，黎希留號參照敦克爾克號，採用三明治防雷隔間、輕型水密隔艙、在隔間之間填充水或是泡沫橡膠等物質、多重內浮力隔艙等設施吸收來襲魚雷的爆炸力傾斜裝甲帶外面的隔間最大深度為1.5（4.9英尺），並裝有硬膠質泡沫顆粒。隔間內側有一18（0.71英寸）厚的艙壁，內有一0.9（3.0英尺）寬的空隙艙，然後接著是3.4（11英尺）深的油燃料艙，一10（0.39英寸）的隔艙，其中包含一個深度為0.67（2.2英尺）的空隔艙，以及由特殊鋼製作的30（1.2英寸）防魚雷艙壁支撐。所有隔艙最大寬度約為7（23英尺），與敦克爾克號相比，其隔艙寬度減少約0.5（1.6英尺），這是因為黎希留號要容納三個鍋爐並排在鍋爐房內。
這些隔艙最大寬度為7（23英尺）。與其他軍艦相比，黎希留號的防雷隔艙寬度優於喬治五世級（4.10（13.5英尺））、沙恩霍斯特级（5（16英尺））、俾斯麥級（6（20英尺））。維內托級的防水隔艙設計較特別，其結合直徑3.8（12英尺）的圓柱形擴充空間，該設計是由義大利首席設計師翁貝托·普格列斯海軍工程師監察長所研發的。然而面對魚雷時，防護再強的戰艦仍有致命的弱點，例如1940年7月8日黎希留號在達喀爾遭魚雷擊毀傳動軸。

#### 推進系統
黎希留級的設計受到許多限制，包括必須能支撐4座380（15英寸）炮座的33（108英尺）船寬，船體長因海軍造船船塢而限制在245（804英尺），因而黎希留級船體長與寬比為7.3比1。法國海軍部要求黎希留級推進系統必須產生150,000匹軸馬力（110,000千瓦特），並能達到30節（56每小時；35英里每小時）航速。該推進系統是當時安裝在戰艦上最大機械功率的系統，幾乎超越所有條約戰艦的性能，只有之後美國愛荷華級超越它。
以下為黎希留級與其他各國同時代戰艦推進系統資訊比較：
| 船艦              | 船體長         | 船體寬          | 船體長與寬比 | 標準排水量               | 輸出功率                         | 航速                           |
| ----------------- | -------------- | --------------- | ------------ | ------------------------ | -------------------------------- | ------------------------------ |
| 黎希留級          | 245（804英尺） | 33（108英尺）   | 7.3比1       | 35,000公噸（34,000長噸） | 150,000匹軸馬力（110,000千瓦特） | 30節（56每小時；35英里每小時） |
| 胡德號            | 262（860英尺） | 31.8（104英尺） | 8比1         | 42,000公噸（41,000長噸） | 144,000匹軸馬力（107,000千瓦特） | 30節（56每小時；35英里每小時） |
| 北卡羅來納級      | 222（728英尺） | 33（108英尺）   | 6.7比1       | 37,200公噸（36,600長噸） | 120,000匹軸馬力（89,000千瓦特）  | 28節（52每小時；32英里每小時） |
| 南達科他級        | 210（690英尺） | 33（108英尺）   | 6.3比1       | 35,000公噸（34,000長噸） | 130,000匹軸馬力（97,000千瓦特）  | 28節（52每小時；32英里每小時） |
| 俾斯麥級          | 251（823英尺） | 36（118英尺）   | 6.9比1       | 41,000公噸（40,000長噸） | 138,000匹軸馬力（103,000千瓦特） | 29節（54每小時；33英里每小時） |
| 喬治五世級        | 227（745英尺） | 31.5（103英尺） | 7.2比1       | 35,490公噸（34,930長噸） | 110,000匹軸馬力（82,000千瓦特）  | 29節（54每小時；33英里每小時） |
| 維托里奧·維內托級 | 237（778英尺） | 32.8（108英尺） | 7.2比1       | 40,724公噸（40,081長噸） | 140,000匹軸馬力（100,000千瓦特） | 30節（56每小時；35英里每小時） |

英國的胡德號的輸出功率雖然較低，航速卻與黎希留級相當，然而胡德號在船體長、排水量、船體長與寬比皆大於黎希留級。美國與英國的戰艦在1930年代後期仍尊守35,000噸排水量的限制，因而喬治五世級、北卡羅來納級、南達科他級等船速皆慢於黎希留號。與軸心國戰艦相比，義大利維托里奧·維內托級戰艦與黎希留級不分上下。德國俾斯麥號在標準狀況下略遜於黎希留級，但若將輸出提升至150,000匹馬力，船速可達31節；其船體長與黎希留號相近，但是俾斯麥號的船寬達36（118英尺）。
黎希留號上的推進系統由6具英德萊特蒸氣鍋爐與4具帕森齒輪傳動汽輪機組成。這些蒸氣鍋爐屬增壓鍋爐，以27 kg/cm²（384 psi）壓力及350℃（662°F）下操作，但在強壓循環和燃燒壓力下，導致每立方公尺的蒸汽產量超過傳統鍋爐（14.4 kg/m³）。其尺寸為6.30（20.7英尺）長、4.65（15.3英尺）高、4.50（14.8英尺）寬，與敦克爾克級（長5.33（17.5英尺）、高5.34（17.5英尺）、寬6.50（21.3英尺））相比，黎希留號鍋爐相對較大。然而，因為黎希留號船寬大於2公尺，可在兩個鍋爐房中並排安裝三個鍋爐，取代敦克爾克級在三個鍋爐房中安裝方案。第1鍋爐房位在前船樓下方，緊鄰前機艙，艙內放置齒輪傳動裝置的側軸。第2鍋爐房則位在煙囪正下方，提供動力給位在船尾機艙內的中心軸輪機。然而，鍋爐房數量減少可能導致船艦生存能力降低，這意味著一次穿透性打擊可能會降低船艦一半或全部速度。
艦上每一間機艙都會配置2組輪機，每組輪機皆驅動一組直徑4.88（16.0英尺）的四葉螺旋槳。每組包括1具高壓渦輪機（27 kg/cm²）與中壓渦輪機（10 kg/cm²），以及2具低壓雙流轉子渦輪機（44 kg/cm²與1.25 kg/cm²）。艦上共有4台輪機，每台可產生1,500千瓦特（2,000匹馬力）；其中2台在前機艙，其餘的分別放置在船尾主機艙內一獨立隔間，鄰近152（6.0英寸）口徑砲塔的彈藥庫。
在和平時期，黎希留級最大燃料載荷量為5,866公噸（5,773長噸），但在戰時為了將水下保護系統發揮到最大效率，最大燃料載荷量減為4,700公噸（4,600長噸），這是由於過多的液體會在裝載艙艙壁上產生額外地壓力，進而降低吸收爆炸壓力的效果。續航能力方面，黎希留級在16節（30每小時；18英里每小時）下，其續航半徑達9,850海里（18,240；11,340英里），在20節（37每小時；23英里每小時）達8,250海里（15,280；9,490英里），若航速達30節（56每小時；35英里每小時），其續航半徑會降至3,450海里（6,390；3,970英里）。
首艦黎希留號在1940年4月船速測試時，在接近42,000公噸（41,000長噸）排水量下，穩定地以123,000匹馬力持續維持30節航速。在6月13日最大船速測試時，黎希留號在41,800公噸（41,100長噸）排水量下，以155,000匹馬力維持31節（57每小時；36英里每小時）航速達3個半小時，並在輸出179,000匹馬力時可達到31.38節（58.12每小時；36.11英里每小時）節航速。

### 1938年增建計畫
1937年，義大利開始準備增建2艘以上维托里奥·维内托级战列舰，並在1938年安放龍骨。對此，法國決定增建2艘黎希留級戰艦，並在舊有的設計上升級。然而法國的建造能力有限，新戰艦安放龍骨的日期被迫延遲。
1936年3月25日舉行的第二次倫敦海軍裁軍會議以失敗告終，標誌著各國海軍軍備限制結束。1936年1月15日日本退出會議; 義大利也拒絕簽署第二次倫敦海軍條約。然而此次會議，美國代表提出的自動調整條款列入條約內，其為若日本與義大利到1937年3月仍不加入，各簽約國的主力艦標準排水量限定從35,000噸自動放寬到45,000噸，主炮口徑限制從14英寸（356）自動放寬到16英寸（406）。最終，美國為新的快速戰艦採用16-英寸（406-）口徑主砲，而英國選擇遵守第二次倫敦海軍條約，並以此建造喬治五世級戰艦。德國對於沒有應邀參加第二次倫敦海軍裁軍會議並不擔心，然而官方聲稱新戰艦俾斯麥號與鐵必制號配有380（15英寸）口徑主炮，標準排水量為35,000噸。此時法國決定只要歐洲強權沒有打破第二次倫敦海軍條約原限制標準，繼續遵守標準排水量35,000噸和主砲口徑380（15英寸）的限制。1937年12月法國海軍參謀長达尔朗下令重新研究兩艘黎希留級戰艦的武器配置，肇因於前一型敦刻爾克號在測試時發生問題，特別是其主砲和副砲部分。
在三種研發方案中，A方案為四聯裝主砲維持不變，只變更副砲配置；B方案為2座四聯裝主砲分別配置於前後甲板；C方案為主砲改為3座三聯裝，2座於前甲板，1座於後甲板。所有方案皆使用380（15英寸）口徑主砲，然而C方案會使標準排水量增加5,000噸，打破35,000噸的最大限制，因此最後不考慮此方案。
1938年6月，法國海軍部受限於國內大型船舶建造限制，只有幾家造船廠可供選擇。當時能最快提供出空間的是布雷斯特兵工廠，因為在該乾塢建造的首艦黎希留號預計於1939年1月下水，而在聖納澤爾建造的同級艦讓·巴爾號則必須到1940年初才有可能下水，其他地區的大型船塢則在建造諾曼地號郵輪、史特拉斯堡號戰艦、霞飛號航空母艦，這些大型船艦建造進度在1941年前預計不會下水。然而，B方案改動較大，需花費1年時間進行研究，若新艦要等1年研究完成後才開始建造，那法國海軍部就必須讓布雷斯特兵工廠的乾塢在1939年1月後閒置6個月，這完全不符合效益。因此，法國海軍部決定6個月後在布雷斯特兵工廠乾塢建造的新艦以A方案執行，而在聖納澤爾乾塢建造的新艦以B方案執行。
达尔朗為黎希留級第2子類型，即A方案建造的戰艦，命名為克里蒙梭號；而黎希留級第3子類型，即B方案建造的戰艦，命名為加斯科涅號，這標誌著法國軍艦命名開始進入以省名命名的過渡期。
1939年夏天，法國情報部門向海軍部提出警告，指出德國已開始建造Z計劃中的兩艘H級戰艦，據稱有40,000公噸（39,000長噸），配置406（16.0英寸）口徑主砲。這項情報讓海軍部決定啟動自動調整條款，不再遵守原條約限制。為了抵抗H級戰艦，法國海軍部開始以黎希留級C方案研發新戰艦，即阿爾薩斯級戰艦，但該級艦從未建造。

#### 克里蒙梭號
克里蒙梭號的主炮設置與前2艘同級艦相同，但是在副炮配置上改成4座152（6.0英寸）口徑三聯裝砲塔，分別在左右側舷各放1座，另外2座則以超射方式布置於後甲板。達爾朗認為原黎希留級的3座152（6.0英寸）口徑副炮全放置於後甲板是錯誤的，而在船身放置2座副炮能增加船身側邊的火力，同時減輕300公噸（300長噸）排水量，並可增加6座以上100（3.9英寸）口徑防空炮。2座防空炮設置於前船樓前方，另外4座則放置於煙囪及船尾。由於152（6.0英寸）口徑副炮的彈道痕跡是直線飛行的，因此置於下方的100（3.9英寸）口徑防空炮不受爆炸效應影響。100（3.9英寸）口徑砲塔也設計成全封閉式，並有30（1.2英寸）厚的防彈裝甲，此即為100（3.9英寸）口徑1937年型雙聯裝防空炮塔，該砲塔別稱布雷艦類型，這是由於其原預計要大量設置在布雷艦上。
然而，新的砲塔布局也有一些困難點存在。由於第二座副炮位於超射位置上，這需要更大的砲座來支撐，並要100（3.9英寸）厚度以上的砲塔裝甲來防護。為了平衡，152（6.0英寸）口徑副炮的正面裝甲厚度減至116（4.6英寸），裝甲帶厚度減至320（13英寸），主砲塔後側裝甲厚度減至250（9.8英寸）。供380（15英寸）主砲使用的輔助射控系統設置於船尾煙囪附近，並因煙囪設計得更高，因而射控系統放置位置也比黎希留號上的位置還要高2.5（8.2英尺）。供100（3.9英寸）防空炮使用的射控系統為2組 5-（16-英尺）立體測距儀，分別置於前船樓兩側。為了減輕重量，特別是在高處部分，原用於152（6.0英寸）副炮的反艦射控系統移除，但是另2組用於152（6.0英寸）副炮的射控系統，放置在後船樓和前船樓的頂部位置，並配有8-（26-英尺）長的立體測距儀。新的武器設置方案，使克里蒙梭號的反艦與防空能力比前2艘同級艦還要好。
後甲板152（6.0英寸）口徑火炮的位置比原設計更為靠近船尾，這造成航空機庫比原設計縮短約15（49英尺）。為加大機庫，後甲板部分側面砲塔進行了拆卸，讓機庫在水上飛機收翼時，能2架並排停放在內。其餘的艦載機設施則與原設計一樣。
艦上近程防空方面，以6座1935年型自動雙聯裝防空炮塔為主，其射控系統安裝位置與原設計相同，然而前方的2座防空炮塔位置略為往第二座主砲後方移動，後方的4座防空炮塔則安裝在更高的甲板。由霍奇克斯研發的37（1.5英寸）四聯裝火炮主要用於攻擊俯衝轟炸機，這些武器安裝在兩側航空機庫上方的主甲板處。

#### 加斯科涅號
加斯科涅號的設計改動幅度較大，最顯著的變化是將1座380（15英寸）口徑四聯裝主砲砲塔安置在後甲板。該設計也使上層建築需向前挪動，使上層建築的中心幾乎位於船中心部位，而不是離船中心位置有一距離。
艦上的次要武器採用3座152（6.0英寸）口徑三聯裝火炮，全放置於軸線上，其中2座以超射布局方式置於前甲板，另1座於後甲板煙囪與380（15英寸）口徑砲塔之間，讓船側有更多的空間放置8座100（3.9英寸）口徑雙管防空炮。然而該設計讓152（6.0英寸）口徑火炮的彈藥庫過於靠近主砲塔彈藥庫，使風險增加許多，因而需改進152（6.0英寸）口徑砲塔的裝甲。1938年7月，砲塔正面裝甲厚度建議從130（5.1英寸）增加到190（7.5英寸），頂部裝甲厚度為120（4.7英寸），側面裝甲厚度從70（2.8英寸）增加到100（3.9英寸），炮座裝甲厚度則維持在100（3.9英寸）。1939年2月，針對副炮砲塔裝甲厚度提出一新建議，砲塔正面裝甲厚度改為155（6.1英寸），側面裝甲則從135（5.3英寸）減至85（3.3英寸）。上層甲板裝甲厚度也考慮從160（6.3英寸）減至145（5.7英寸），但該計畫僅出現在1938年3月5日法國海軍技術與建造局提出的建議報告上，並沒有真正採用過。
在1938年12月的設計中，艦載機設備預計移到船中心，彈射器移到前船樓與煙囪之間，機庫則設置在後船樓下方。然而在1939年2月發現，艦載機裝置的移動壓縮100（3.9英寸）口徑防空炮配置空間，導致防空炮與副砲過於靠近。單發軸向彈射器在設計上於主甲板處向艦內延伸，並在第一甲板下方深處設有一內部機庫，升降平台則移到第一甲板上，避免受後甲板的380（15英寸）口徑砲塔射擊影響。艦上預計收納新的艦載機－法曼/NCACNC 420式。該型飛機性能在航速與續航力上比羅爾130式飛行挺還要好，其原型在1940年6月時幾乎完成建造，但從未飛行過。2架水上飛機預計放置於機庫內，另有3架飛機停放在主甲板上軌道上，準備從航空機庫右舷起飛。
因此，8座100（3.9英寸）口徑1937年型雙聯裝防空炮塔以2座為1組，分成4組並放置於船艛建築4個角落。每座砲塔皆配置1組射控系統及1組5-（16-英尺）長的測距儀，分別放置於前船樓兩側，以及後船樓頂部。備用的152（6.0英寸）口徑火炮被淘汰，射控系統改為供100（3.9英寸）口徑防空炮使用。
6座37（1.5英寸）口徑1935年型防空炮中4座放置於前方，2座於後船樓。然而，這些防空炮如克里蒙梭號同樣配置在主甲板上，因而也有過度暴露在主砲塔後方的問題。

## 服役歷程

### 同型艦
| 艦名       | 名稱來源                   | 造船廠               | 架設日期       | 下水日期      | 服役日期                                             | 結局                      |
| ---------- | -------------------------- | -------------------- | -------------- | ------------- | ---------------------------------------------------- | ------------------------- |
| 黎胥留號   | 亞曼·尚·迪普萊西·德·黎胥留 | 布雷斯特兵工廠       | 1935年10月22日 | 1939年1月17日 | 1940年7月15日（維琪法國） 1943年10月10日（自由法國） | 1968年於熱那亞拆解。      |
| 让·巴尔号  | 讓·巴爾                    | 聖納澤爾彭霍特造船廠 | 1936年12月12日 | 1940年3月6日  | 1955年5月1日                                         | 1970年於土倫拆解。        |
| 克里蒙梭號 | 喬治·克里蒙梭              | 布雷斯特兵工廠       | 1939年1月17日  | 不適用        | 不適用                                               | 1944年8月27日因空襲報廢。 |
| 加斯科涅號 | 加斯科涅                   | 聖納澤爾彭霍特造船廠 | 不適用         | 不適用        | 不適用                                               | 因德國入侵取消建造。      |

### 黎希留號

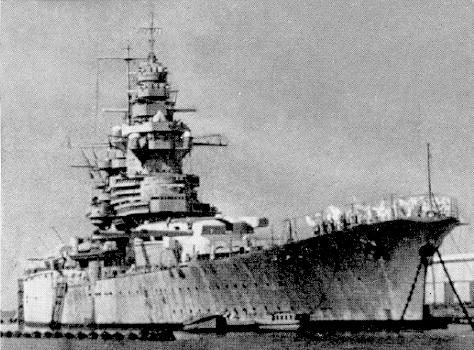
1941年，黎胥留號停靠在達喀爾。艦上前方上層建築有著三座射控系統指向器，在第二座主砲外觀還有代表中立的三色帶。

首艦黎希留號於1935年10月22日在布雷斯特動工，歷經3年多工程後於1939年1月17日下水。1940年3月，該艦開始進行機械測試。1940年4月至6月間進行航行與火炮測試。1940年6月18日，由於德軍在陸上的勝利，黎希留號隨數艘艦艇逃離法國本土，23日抵達達喀爾。
當法國因戰敗而與納粹德國簽屬貢比涅停戰協定，英國開始擔心原法國海軍艦艇會倒向維希法國，開始出動海空軍對不歸降盟軍的法國艦艇進行打擊，這舉動迫使黎希留號艦長馬爾津（Marzin）等人不信任英國。1940年7月7日，英國艦隊開始空襲停留在達喀爾外海的黎希留號。由於此時黎希留號的防空武力薄弱，遭到競技神號上的劍魚式魚雷轟炸機空襲，並受到魚雷爆炸而嚴重受損，使黎希留號只能停留在港內等待維修。
1940年9月24日，黎希留號參與達喀爾戰役，阻止英國與自由法國入侵法屬西非。戰役中黎希留號接連遭受巴漢姆號與決心號的艦砲射擊，還遭到皇家方舟號的轟炸機轟炸，然而只受到輕微損壞。戰爭期間還因第2號380（15英寸）口徑主砲發射的砲彈過早爆炸，導致該砲塔嚴重損壞。黎希留號最後在戰役中發射24輪主砲砲彈，但沒有造成任何損傷，聯軍也因決心號受損而先行撤退。戰後黎希留號在達喀爾繼續維修，加裝防空武器與雷達，以及正式部屬羅爾130水上飛機至艦上。
1942年，在同盟國成功執行火炬行動後，黎希留號歸入盟軍指揮，1943年抵達美國紐約海軍造船廠進行船體修復與改裝作業。改裝後，黎希留號防空能力獲得強化，但移除了艦載機設施。隨後，黎希留號歸入英國艦隊，隨英國艦隊於北海、印度洋直行作戰任務，並於1945年9月12日在新加坡參與日本投降典禮。
二戰後，黎希留號先抵達法屬印度支那，再回到法國本土。和平時期除作爲訓練艦外，也作爲法國總統訪問外國時的座艦。1968年，黎希留號除役，並於義大利熱那亞聖瑪麗亞造船公司（Cantieri Navali Santa Maria）拆解。

### 讓·巴爾號

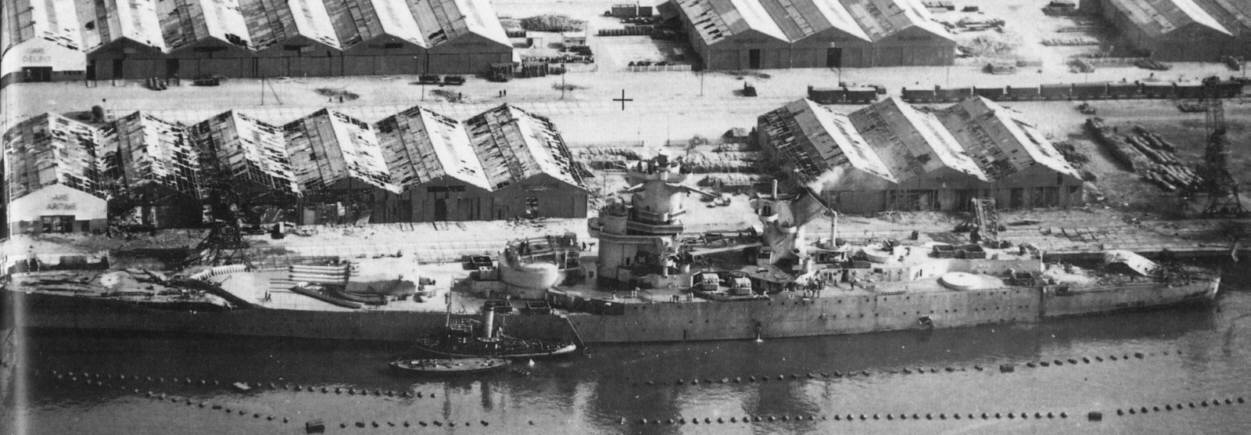
讓·巴爾號停靠在卡薩布蘭卡港內，此時還未完工。該照片由美國遊騎兵號艦載機拍攝。

二號艦讓·巴爾號於1936年12月開始建造，但因德國在陸上的勝利而暫停工程。為避免在納粹德國空軍的打擊半徑內遭到攻擊，這艘工程只到75％的戰艦被迫轉移到法屬西非卡薩布蘭卡。此後一段時間，工程完全停擺，僅一座380（15英寸）口徑主砲可操作。
1942年11月8日，盟軍執行火炬行動，讓·巴爾號隨後用僅有的380（15英寸）口徑主砲向支援英美聯軍登陸的作戰船艦發起攻擊，讓登陸的聯軍損失慘重。然而盟軍之後的反擊使讓·巴爾號被迫擱淺在港內，無法繼續運作。法屬北非加入同盟國陣營後，讓·巴爾號沒有跟隨黎希留號至美國改裝，而是一直停靠在卡薩布蘭卡，二戰結束後才返回法國本土繼續建造工程。
1949年1月16日，讓·巴爾號正式服役，成為最後一艘完工並服役的戰艦。服役期間除了載著戴高樂總統訪問外國之外，也作為法國最新研發的海軍航空砲與雷達等測試平台，並於蘇伊士運河危機中參與護航及掩護英法聯軍登陸行動。1968年讓·巴爾號正式退役，1970年在濱海拉塞訥拆解。

### 克里蒙梭號
三號艦克里蒙梭號在首艦黎希留號下水後接續建造。由於並非優先建造目標，工程進展緩慢。1940年中期，克里蒙梭號工程進度只達10%，船體只完成130（430英尺）。該艦在德軍獲勝後成為戰利品，但德國海軍從未認真考慮繼續建造。約在1941年，未完工的艦體在船塢浮起後，被德軍拖至附近的潛艇基地或是朗代韦内克，當作障礙物放置於海港入口處。美國空軍在1944年8月27日解放布雷斯特前將其炸毀，戰後只得將艦體報廢。1950年後期，該艦艦名轉供法國第1艘戰後建造的航空母艦克里蒙梭號使用。

### 加斯科涅號
四號艦加斯科涅號預計在二號艦讓·巴爾號下水後接續建造。然而在德軍於1940年6月佔領聖納澤爾造船廠後，該艦便從未建造過。其預計使用的零件與材料被德軍當作戰利品。

## 流行文化
- 由戰遊網營運的《戰艦世界》，於 0.7.1 版本中新增法國主力艦科技樹，其中的VIII級戰艦便是黎塞留級的旗艦黎塞留。[143]讓·巴尔号和增建计划中的加斯科涅号则分别作为IX级和VIII级加值战舰在于法国战列舰科技树实装后不久推出。但在0.9.3版本中，讓·巴尔号被官方以过度的玩家保有量和游戏中过于强势的表现为由将其从游戏商店下架，永久停售。此外，在0.9.5版本中，策畫做出「加斯科涅改進型－香檳號（史實上無此船）」，並將其作為8階金幣船上架至商店[144]。

## 註解
1. ↑  在華盛頓海軍會議之後，法國海軍通常用長噸計算標準排水量，其他狀況的排水量則用公噸計算[1]
2. ↑  黎塞留号在1941年至1942年間僅配置3架水上飛機。
3. ↑  在當時必須建造新的船塢與船臺等基礎設施，因為當時法國最長的海軍船塢只有200（660英尺）長的旱塢。
4. ↑  在早期以火炮作戰階段，為了加快夾叉齊射速度，因而產生四聯裝與三聯裝主砲設計，並配置至少2座以上，讓作戰艦艇在海上作戰時，能夠以優勢火力對目標交叉射擊。
5. ↑  世界各國最重的海軍砲塔分別依序為日本大和級的460-（18.1-英寸）口徑三聯裝砲塔（2,774公噸（2,730長噸））[29]；美國愛荷華級的三連裝砲塔（1,704-長噸（1,731-公噸））[30]；英國納爾遜級的406-（16.0-英寸）口徑三聯裝砲塔（1,568長噸（1,593公噸））；英國喬治五世級的356-（14.0-英寸）口徑三聯裝砲塔（1,550長噸（1,575公噸））。[31]
6. ↑  當時世界各戰艦火炮重量：日本大和級為181公噸（178長噸）[29]；英國納爾遜級為130公噸（128長噸）[31]；日本長門級為112公噸（110長噸）[29]；德國俾斯麥級為109公噸（107長噸）[33]；美國愛荷華級為107長噸（109公噸）[30]；義大利維托里奧·維內托級戰艦為102公噸（100長噸）[34]；英國伊莉莎白女王級為97長噸（99公噸）；英國喬治五世級為80長噸（81公噸）。[31]
7. ↑  黎希留號使用黃色，讓·巴爾號使用橘色。
8. ↑  SOM為精密光學與機械公司（Société d'Optique et de Mécanique de haute précision）的法文縮寫。

## 註腳
1. ↑  Jordan & Dumas 2009，第38頁.
2. 1 2  Le Masson 1969，第76頁.
3. ↑  Le Masson 1969，第13頁.
4. ↑  Jordan & Dumas 2009，第17頁.
5. ↑  Jordan & Dumas 2009，第20–21頁.
6. ↑  Jordan & Dumas 2009，第23–25頁.
7. 1 2  Jordan & Dumas 2009，第22–24頁.
8. ↑  Jordan & Dumas 2009，第24–26頁.
9. 1 2  Breyer 1973，第79頁.
10. ↑  Giorgerini & Nani 1973，第320頁.
11. ↑  Dumas 2001c，第16–17頁.
12. ↑  Jordan & Dumas 2009，第31頁.
13. ↑  Dumas 2001c，第17頁.
14. 1 2  Jordan & Dumas 2009，第95頁.
15. ↑  Jordan & Dumas 2009，第96頁.
16. 1 2 3 4  Jordan & Dumas 2009，第97頁.
17. 1 2  Jordan & Dumas 2009，第98頁.
18. 1 2 3 4 5  Lenton 1966，第47頁.
19. ↑  Breyer 1973，第299–304頁.
20. 1 2  Lenton 1966，第13頁.
21. ↑  Le Masson 1969，第73–76頁.
22. ↑  Breyer 1973，第433頁.
23. ↑  Dumas 2001c，第69頁.
24. 1 2  Dumas 2001b，第12頁.
25. ↑  Dumas 2001c，第23頁.
26. ↑  Jordan & Dumas 2009，第95–97頁.
27. ↑  Dumas 2001b，第9–11頁.
28. 1 2  Breyer 1973，第415頁.
29. 1 2 3  Breyer 1973，第327頁.
30. 1 2 3  Breyer 1973，第189頁.
31. 1 2 3 4  Breyer 1973，第106頁.
32. ↑  Dumas 2001b，第73頁.
33. ↑  Breyer 1973，第257頁.
34. ↑  Breyer 1973，第369頁.
35. ↑  Lepotier 1967，第81–83頁.
36. ↑  Jordan & Dumas 2009，第102頁.
37. ↑  Jordan & Dumas 2009，第184頁.
38. ↑  Lenton 1972，第52頁.
39. ↑  Giorgerini & Nani 1973，第327頁.
40. ↑  Dumas 2001b，第9頁.
41. 1 2  Jordan & Dumas 2009，第106–107頁.
42. ↑  Preston 1981，第164,168 and 171頁.
43. ↑  Jordan & Dumas 2009，第30–31頁.
44. ↑  Jordan & Dumas 2009，第110頁.
45. ↑  Jordan & Dumas 2009，第168–169頁.
46. ↑  Jordan & Dumas 2009，第109–111頁.
47. ↑  Breyer 1973，第436頁.
48. 1 2  Jordan & Dumas 2009，第108頁.
49. ↑  Jordan & Dumas 2009，第107-108頁.
50. ↑  Dumas 2001b，第68頁.
51. ↑  Jordan & Dumas 2009，第107, 115頁.
52. ↑  Jordan & Dumas 2009，第109頁.
53. ↑  Dumas 2001b，第34頁.
54. ↑  Jordan & Dumas 2009，第120頁.
55. ↑  Dumas 2001b，第10頁.
56. ↑  Dumas 2001b，第21頁.
57. ↑  Breyer 1973，第250頁.
58. 1 2  Breyer 1973，第300頁.
59. ↑  Lenton 1972，第55頁.
60. 1 2  Jordan & Dumas 2009，第117頁.
61. ↑  Jordan & Dumas 2009，第111–116頁.
62. ↑  Lenton 1972，第59 et 66頁.
63. ↑  Breyer 1973，第184頁.
64. ↑  Lenton 1968，第37, 41, 45頁.
65. ↑  Giorgerini & Nani 1973，第319頁.
66. ↑  Jordan & Dumas 2009，第116頁.
67. ↑  Breyer 1973，第184 ,295 and 300頁.
68. ↑  Lepotier 1969，第74 and 90–91頁.
69. 1 2  Le Masson 1969，第75頁.
70. 1 2  Lenton 1972，第40頁.
71. ↑  Lenton 1972，第59頁.
72. ↑  Lenton 1968，第37, 41頁.
73. ↑  Giorgerini & Nani 1973，第329頁.
74. ↑  Jordan & Dumas 2009，第50 and 117頁.
75. ↑  Jordan & Dumas 2009，第118頁.
76. ↑  Dumas 2001b，第23頁.
77. ↑  Dumas 2001b，第25頁.
78. ↑  Jordan & Dumas 2009，第117–120頁.
79. ↑  Jordan & Dumas 2009，第163頁.
80. 1 2  Breyer 1973，第73頁.
81. 1 2  Dumas 2001a，第104頁.
82. ↑  Dumas 2001a，第87頁.
83. ↑  Dumas 2001c，第90頁.
84. ↑  Dumas 2001a，第88–90頁.
85. ↑  Dumas 2001a，第88頁.
86. 1 2 3  Jordan & Dumas 2009，第176頁.
87. ↑  Dumas 2001a，第104–105頁.
88. 1 2  Dumas 2001a，第94頁.
89. ↑  Jordan & Dumas 2009，第168頁.
90. 1 2  Breyer 1973，第440頁.
91. ↑  Jordan & Dumas 2009，第170–171頁.
92. ↑  Dumas 2001a，第97頁.
93. ↑  Jordan & Dumas 2009，第166頁.
94. ↑  Jordan & Dumas 2009，第167-169頁.
95. ↑  Jordan & Dumas 2009，第171頁.
96. ↑  Dumas 2001a，第93, p.98頁.
97. 1 2  Jordan & Dumas 2009，第174頁.
98. ↑  Dumas 2001a，第88–90, 99頁.
99. ↑  Jordan & Dumas 2009，第170–175頁.
100. ↑  Sarnet & Le Vaillant 1997，第10頁.
101. ↑  Dumas 2001b，第8頁.
102. ↑  Sarnet & Le Vaillant 1997，第21頁.
103. ↑  Lepotier 1967，第39頁.
104. ↑  Sarnet & Le Vaillant 1997，第34頁.
105. ↑  Lepotier 1967，第43頁.
106. ↑  Lepotier 1967，第49頁.
107. ↑  Jordan & Dumas 2009，第122–125頁.
108. ↑  Lepotier 1967，第74頁.
109. ↑  Lepotier 1967，第70–77頁.
110. ↑  Dumas 2001b，第49頁.
111. ↑  Lepotier 1967，第79–84頁.
112. ↑  Dumas 2001b，第77–78頁.
113. ↑  Jordan & Dumas 2009，第80–84頁.
114. ↑  Dumas 2001b，第34, p.50頁.
115. ↑  Jordan & Dumas 2009，第181頁.
116. ↑  Lepotier 1967，第191–216頁.
117. ↑  Sarnet & Le Vaillant 1997，第331–334頁.
118. ↑  Lepotier 1967，第237–242頁.
119. ↑  Lepotier 1967，第243–250頁
120. ↑  Dumas 2001b，第50–54頁
121. 1 2  Lepotier 1967，第315–330頁.
122. ↑  Dumas 2001b，第60頁.
123. ↑  Le Masson 1969，第19, p. 75頁.
124. ↑  Breyer 1973，第435頁.
125. ↑  Lepotier 1967，第129–141頁.
126. ↑  Jordan & Dumas 2009，第154–15頁.
127. ↑  Jordan & Dumas 2009，第154–156頁.
128. ↑  Dumas 2001a，第32頁.
129. ↑  Lepotier 1967，第158–166頁.
130. ↑  Dumas 2001a，第69–70頁.
131. ↑  Dumas 2001a，第70頁.
132. ↑  Lepotier 1967，第253–257頁.
133. ↑  Jordan & Dumas 2009，第211頁.
134. ↑  Dumas 2001a，第71–73頁.
135. 1 2  Dumas 2001a，第76頁.
136. ↑  Dumas 2001a，第75頁.
137. ↑  Lepotier 1967，第337–342頁.
138. ↑  Dumas 2001a，第96頁.
139. ↑  Le Masson 1969，第78頁.
140. ↑  Breyer 1973，第310, p. 436頁.
141. ↑  Ireland & Grove 1997，第211頁.
142. ↑  Breyer 1973，第310, p. 440頁.
143. ↑  . World of Warships.   [2018-03-09]. （原始内容存档于2018-03-10） （中文（臺灣））.
144. ↑  . wiki.wargaming.net.   [2022-07-11]. （原始内容存档于2022-07-15）.